# 石川清 (精神科医)
石川 清（いしかわ きよし、1924年 - ）は、日本の精神科医。元東京大学講師。

## 略歴
士族の末裔。祖父は戦艦三笠の軍医長で、父も信州大学医学部附属病院初代病院長という医家の三代目。
日比谷高校から東大医学部へ進学。松沢病院でインターンの時期に白木博次のロボトミー手術を目撃。
1960年3月、東京大学医学博士　論文の題は「妄想の研究 : 現象学的了解心理学的考察」。
1971年、日本精神神経学会評議員として、東大教授で元同会理事長の臺弘を、人体実験の件で告発し、赤レンガ闘争を引き起こす。連合赤軍のリーダー森恒夫を病棟内に宿泊させたこともあるとも語っている。

## 著作
- 『現代教育亡国論』（実業之日本社）

## 翻訳
- 『精神医学小史』（エルヴィン・ハインツ・アッカークネヒト、医学書院） 1976.12